# Cartea (España)
Cartea es una aldea española situada en la parroquia de Baos, del municipio de Ribera de Piquín, en la provincia de Lugo, Galicia.

## Demografía
| Gráfica de evolución demográfica de Cartea entre 2000 y 2019 |
|                                                              |
| Datos según el nomenclátor publicado por el INE.             |